# Foot Ball Club Piérola
Foot Ball Club Piérola, conocido como FBC Piérola, o simplemente Piérola, es un club de fútbol del Perú, de la ciudad de Arequipa en el Departamento de Arequipa. Fue fundado el 7 de mayo de 1922 y participa en la Copa Perú.
El club es considerado como uno de los 5 grandes de Arequipa junto con el Melgar, Aurora, Huracán y White Star, los cuales poseen el arraigo del aficionado arequipeño. Se denomina "clásico" a todos los enfrentamientos que jueguen entre sí los 5 grandes.
En la tabla histórica del fútbol peruano se ubica en el puesto 81 debido a la única campaña que realizó en la Primera División, en el año 1974 al cual llegó por ser Campeón Regional. Ese mismo año la Federación Peruana de Fútbol estableció no jugarse la etapa nacional del torneo y ascender inmediatamente a los campeones regionales, logrando con esto el equipo azulgrana su ansiado ascenso.

## Historia

### Fundación
Durante la noche otoñal fría y estrellada de 1922, se funda el club considerado que fuera el más popular de Arequipa, y fue en el corazón de la ciudadela conocida como "Barrio Obrero de la Casa Rosada" (hoy desaparecido) y que quedaba muy cerca a las inmediaciones de las actuales calle Perú y Dos de Mayo del cercado de Arequipa.
Los jóvenes que vivían en la popular vecindad, no hacía otra cosa que soñar en tener su propio equipo de fútbol, deporte que ya era muy conocido en toda Arequipa. Llegaron a un acuerdo, pero se tropezaron con el problema económico, pues nadie trabajaba, dado que las edades de estos ccoros (niños) era de entre 14 a 16 años. Es allí donde aparece la figura de Luis Aguirre, era el único de los fundadores que trabajaba y lo hacía en una firma comercial de la ciudad. Él entregó el dinero para comprar la tela para hacer las camisetas y los shorts, cuando se compró la tela se les entregó a cada muchacho para que ellos mismos confeccionen sus uniformes cuyos colores ya se habían seleccionado.
La muchachada decidió bautizar al club a la usanza de la época, aún con la influencia inglesa, como "Foot Ball Club Piérola",  y en memoria al más insigne de los estadistas don Nicolás de Piérola Villena, líder de la Revolución Restauradora de 1895. De allí se heredará el popular cántico «¡¡¡Viva el Piérola...Carajo!!!», hasta hoy vigente pero ya en lides deportivas. 
Un tarde apareció el señor Pedro Gómez Cornejo, que era el dueño de toda el tambo y les ofreció darles un cuartito para que ahí pudieran reunirse, además les ofreció una mesa y sillas que ya no usaba. El domingo 7 de mayo de 1922 oficializaron la creación del club, que se convertiría en un grande del fútbol mistiano. El acta de fundación es como prosigue:
Con el fin de que esta acta tenga la validez necesaria, firmaron con el señor presidente, don Francisco Villanueva, los siguientes señores:
Víctor Salas Juárez, Pablo Acosta, Jorge Pacheco, José Murga, Humberto Oporto, Juan Manuel Zeballos, Cornelio Zegarra; Arturo Ormazábal, Eusebio Dávila, Francisco Delgado, Alberto Gómez Sánchez, Manuel Mansilla, Manuel Abarca, Andrés Hurtado, Feliciano Rodríguez, Moisés Salazar, Jorge Zeballos, Alberto Zeballos, Domingo Guillén, Rosendo Valdivia, Luis Aguirre y Pedro Vásquez.

### En la Liga Provincial
Desde que el Piérola irrumpe en los Campeonatos de Liga lo hace exitosamente, aunque en su debut en 1925 frente al Club Independencia cayó derrotado por un solo gol, dejó buenas impresiones en la prensa y el público en general por su juego pícaro, aguerrido y corajudo. No por gusto, ostenta el 50% de los títulos de campeón.
En 1927, después de cinco años de haber sido fundado y con tan solo dos años en la máxima categoría del fútbol mistiano, el FBC Piérola lograría su primer título local al derrotar sorpresivamente en la final al FBC Melgar por 2 tantos a 0 en un campeonato de eliminación directa entre los 7 clubes de la ciudad. Cinco años más tarde el cuadro de las ardillas obtuvo su segundo título, esta vez derrotando al aguerrido FBC Aurora en un partido extra de desempate por el torneo Clausura del año de 1932, año en el que cumplía una década de existencia. En 1935 el cuadro de la Casa Rosada obtuvo un nuevo título, esta vez lo hizo de manera invicta al conseguir la mayor cantidad de puntos en un torneo de todos contra todos rompiendo la hegemonía que poseía el FBC Aurora en el fútbol mistiano en eso años. 
Para los meses de julio y agosto de 1939, el realizaría su segunda gira a Lima lo que lo privó de participar del torneo apertura de aquel año. La gira le permitió enfrentar a  Sucre, Deportivo Municipal y Sport Boys, derrotando a este último de manera sorpresiva. El campeonato de Selección y Competencia de la Liga Provincial de aquel año tuvo serios inconvenientes que hizo que su definición se retrasara hasta 1940, para la última fecha, el club se enfrentó al puntero White Star al que debería derrotar si es que se quería ser campeón, contra todo pronóstico el resultado les fue favorable derrotando a los tiznados por 5 a 3 en el que resultaría ser el último partido disputado en el viejo Stadium Melgar de la calle San Juan de Dios, coronándose campeones de Arequipa nuevamente.  
Los conocedores y más añejos hinchas azulgranas y de Arequipa en general lo dicen claro, entre los mejores delanteros arequipeños están los de "La Casa Rosada": Abdón Guillén, Samuelito Delgado, Carlos Begazo, el "Ccoro" Gómez, Germán "La Culebra" Rodríguez, Eduardo "El Ratón" Rodríguez, "Ruffo" Fernández, Luis "Pinocho" Valdivia, en diferentes épocas, los seleccionados de Arequipa siempre tuvieron a más de un azulgrana.
Un episodio memorable tuvo lugar en 1950, el Piérola es invitado a la ciudad de Lima y su segundo partido se enfrenta a Universitario, campeón vigente del Campeonato Descentralizado y con, nada menos, 8 seleccionados nacionales en sus filas. El encuentro tiene visos de leyenda y en arduo partido, justamente un 7 de mayo, aniversario azulgrana, las "Ardillas" le ganaron a la "U" por 3 tantos a 2. El resultado imprevisto por los limeños da lugar a una dramática decisión de la Federación Peruana de Fútbol, la Selección Peruana de Fútbol ya no participarían en las Eliminatorias al Mundial de ese año en Brasil. 

### Copa Perú y paso por Primera División
Durante los años siguientes y tras la creación de la Copa Perú, el equipo cumplió campañas regulares al interior de su liga, pero nunca pudo llegar tan lejos en ella pues quedaba relegado por el Melgar o por el Huracán.
En 1973 es otro hito futbolístico en el historial "califa". La campaña más recordada de este emblemático club se realizó en el año 1973 en que se coronó de manera consecutiva campeón distrital, provincial, y departamental Arequipa logrando con ello acceder y a la etapa regional de la Copa Perú. Ese mismo año la Federación Peruana de Fútbol estableció no jugarse la etapa nacional del torneo y ascender inmediatamente a los campeones regionales, logrando con esto el equipo azul y rojo su ansiado ascenso. 
El club participó por primera vez en la categoría de honor en 1974, el partido más recordado quizá del elenco "ardilla" fue en el Estadio Mariano Melgar, frente al Melgar, con victoria pierolista por 3-1, con tal mala fortuna que ese mismo año tuvo que descender al quedar ubicado en la tabla general como el equipo peor ubicado de Arequipa por debajo de Melgar.
En el año 1996 nuevamente se vuelve a coronar campeón departamental de Arequipa, pero en la etapa regional es eliminado por Coronel Bolognesi  debiendo regresar a su liga de origen. En el 2009 fue inscrito en la Liga Superior de Arequipa donde participó en dos temporadas. En 2011, tras la disolución de dicha liga, regresó a participar de la Liga Distrital del Cercado de Arequipa.

### Campeón Distrital 2006 y última Etapa Provincial
De la mano de Genaro Neyra después de muchos años, Piérola se volvió a coronar Campeón Distrital, al final del campeonato el equipo terminó primero con 37 puntos y con una efectividad increíble ya que de 16 partidos, ganó 11, empató 4 y perdió 1, por consiguiente jugaría la Etapa Provincial en condición de Campeón Distrital de Arequipa, acompañado de Idunsa quien fue subcampeón. En aquel campeonato participaron equipos como FBC Yanahuara, White Star, FBC Aurora, Sportivo Huracán, FBC Melgarcito, Deportivo Temperley y su filial: Temperley Junior.
Ya en la Provincial, fue agrupado en el Grupo D con Deportivo Wander´s de Sachaca, DTC Satélite Chico de J.L.B y R., Unión Pacífico de Tiabaya y Defensor Santa Cruz de Uchumayo, Piérola fue amplio dominador ya que luego de ganar 6-0 a DTC Satélite Chico, empató en Sachaca 1-1 frente a Wanders, de local otra vez ganó 6-0, esta vez frente a Santa Cruz y en su último partido del grupo ganó 0-2 de visita en Tiabaya, clasificándose a la siguiente fase como líder del grupo D.
En los octavos de final de aquella Etapa Provincial, Piérola enfrente a Cerrito Los Libres de Cayma, ganando 2-0 en La Tomilla, y ganando por el mismo marcador en la vuelta jugada en el Estadio Melgar. En cuartos de final en partido único Piérola se enfrentó a Juventud Unida de Hunter ganando nuevamente ante la alegría de su hinchada, pasando a la fase final de la Etapa Provincial.
En el cuadrangular final Piérola tenía enfrente a rivales como Total Clean y Senati FBC, ambos de Sachaca, sumado al Atlético Mariscal Castilla de Cerro Colorado, campeón departamental de Arequipa a finales de los 90´s.
En su primer partido Piérola cae 0-2 frente a Total Clean, (quién finalmente se coronó campeón de la Copa Perú), no obstante en la siguiente jornada logra vencer 1-0 a Mariscal Castilla, en el último partido Piérola perdió por goleada 0-3 frente Senati, quedando así eliminado.

### Años Recientes
En el 2009 Piérola fue invitado a participar de La Liga Superior de Arequipa, quedando en el séptimo lugar de 10 equipos, quizá el dato más resaltante fue en que puso en serios aprietos a los equipos favoritos, como por ejemplo en la primera fecha en la que enfrentó a FBC Aurora a quién goleó 4-1, o el 3-3 ante Unión Minas de Orcopampa quién fue finalmente el campeón en aquella temporada.
Ya en el 2010 el club participó nuevamente en la Liga Superior, no obstante su desempeño dejó mucho que desear ya que terminó último con 2 puntos, en una de las peores campañas que se recuerde, de 13 partidos jugados, empató 2 y perdió los 11 restantes.
En el 2011, con la desaparición de la Liga Superior de Arequipa, retornó a la Liga Distrital de Arequipa, en la que se quedaría a dos puntos de entrar a la Etapa Provincial luego de intensos partidos frente White Star e Independencia.
En el 2012, El equipo logró salir Campeón de la Liga del cercado derrotando a Internacional con lo cual era uno de los favoritos en la etapa Provincial.
Comenzando esta logró un empate en Cayma contra el tradicional Juvenil Andino, después jugando de local en el estadio Mariano Melgar apenas pudo empatar sin goles ante FC Barcelona de Selva Alegre quien a la postre sería quien lo eliminaría, empató en Miraflores con Ingeniería Ambiental y a pesar de que Goleó en la fecha final a Unión Sachaca en Arequipa fue eliminado debido a que FC Barcelona también había goleado a Ingeniería Ambiental en Selva Alegre.
En 2013, el equipo no logró superar la Etapa Distrital.

### Descenso a Segunda División Distrital
En 2015 Tras una mala planificación de temporada el equipo terminó perdiendo la categoría, descendiendo a Segunda División Distrital. Al año siguiente logró el retorno a la Primera distrital del Cercado pero nuevamente descendió en 2017. 
En 2019 logró el retorno a la Primera distrital donde participa sin haber logrado clasificar a la Etapa Provincial de la Copa Perú desde entonces.

## Presidentes

### Junta Directiva 2023
Actualizado 01 de enero 2022.
| - Presidente: - Lucio Futuri Moscoso. - Vicepresidente: - Miguel Ángel Calla Huayapa. - Tesorero: - Alonso Rodríguez Bellido. |  | - Secretario: - César Velasco Vilca. - Delegados: - Víctor Tone Gonzales. - Luis Valdivia Cornejo. |  | - Vocal de Disciplina: - Miguel Ángel Núñez Machuca. - Vocal de Recreación: - Américo Fernández Delgado. - Vocal de Educación Física: - Francisco Quispe Sinche. - Vocal de Deportes: - Julio César Delgado Pinto. |

### Junta Directiva 2022
Actualizado 07 de enero 2022.
| - Presidente: - Ricardo Muñoz Rodríguez. - Vicepresidente: - Wilmer Calle Olivera. - Tesorero: - Victor Tone Gonzáles . |  | - Secretario: - Julio César Delgado Pinto - Delegados: - Américo Fernández Delgado - Francisco Quispe Sinche |  | - Vocal de Disciplina: - José Lazo Vera - Vocal de Recreación: - Alfonso Muñoz Paricela - Vocal de Educación Física: - Antonio Banda Chávez - Vocal de Deportes: - Alonso Rodríguez Bellido |

## El club

### Sede
El FBC Piérola tiene su sede social en el sureste del centro histórico de Arequipa, el club fundado en el Barrio de la Casa Rosada, se trasladó al actual local en la década del 50´ ubicado en la Calle Pizarro 527-Cercado Arequipa, el Club también cuenta con divisiones menores participando en los diferentes torneos de Arequipa, así como academias de fútbol de menores, lo cual constituye el semillero del Club y su popular apodo de "Las Ardillas"

### Escudo
El escudo oficial del FBC Piérola consiste en un globo con los paralelos de latitud de uno de la línea ecuatorial y meridianos de longitud, con el centro un escudo con diez rayas verticales, alternando los colores rojo y azul con una banda diagonal con el monograma de F.B.C. Piérola.

### Bandera
La Bandera oficial del FBC Piérola son con los colores Azul y Rojo en forma vertical, con el color Azul en la parte izquierda, y el color rojo en la parte derecha de la vertical.

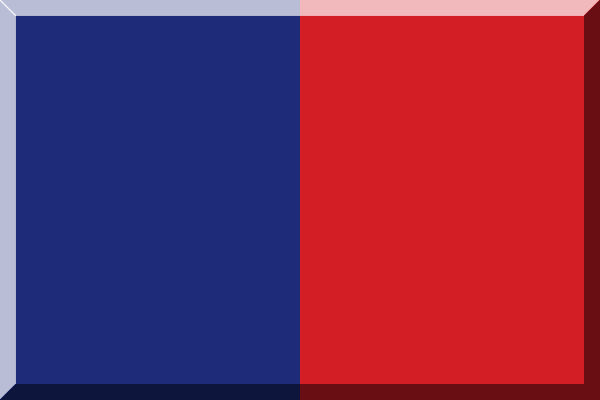
Bandera del FBC Piérola

### Apodos
Uno de los apodos del Piérola es "Las Ardillas". Dicho apelativo lo acompañó casi siempre dado que sus jugadores, y especialmente sus delanteros, eran jugadores de no muy elevada estatura, ralos y, sobre todo, bastante jóvenes. Ello provocaba que en el campo fueran difíciles de controlar por los defensas adversarios pues, dada su juventud, se movían -para quienes los observaban desde las gradas- como ardillas.
Otro de los apodos es "Los de la Casa Rosada", debido a que el club fue fundado en el ya desaparecido Barrio Obrero de la Casa Rosada.

## Uniforme
- Uniforme Titular: Camiseta a rayas rojas y azul marino, pantalón blanco y medias blancas.
- Uniforme alternativo: Camiseta blanca, pantalón negro y medias blancas.

La clásica camiseta del club ardilla consta de los colores rojo y azul, de ahí viene su denominación Azulgranas. La cual al paso de los años tuvo ciertas modificaciones pero los colores no fueron variados. Cabe señalar que las primeras camisetas del club eran rayas rojas verticales muy delgadas, no obstante, fueron cambiadas el año siguiente por el tradicional rojo y azul, el club ha tenido varias empresas proveedoras de indumentaria. Entre ellas destaca la nacional Loma's, y las reconocidas Nike, Umbro y Puma.

### Evolución del uniforme

#### Titular
| 1922 | 1923-1973 | 1973-1974 | Años 90´s | Años 2000 | 2006 | 2007 | 2008-2011 |  |

### Indumentaria y patrocinador
| Período     | Proveedor | Logotipo |
| ----------- | --------- | -------- |
| 1990 - 2000 | Puma      |          |
| 2000 - 2005 | Polmer    |          |
| 2006 - 2007 | Nike      |          |
| 2007 - 2009 | Loma's    |          |
| 2009 - 2011 | Umbro     |          |
| 2011        | Loma's    |          |
| 2012        | Nike      |          |

| Periodo     | Patrocinador                         |
| ----------- | ------------------------------------ |
| 1990 - 1993 | Baterías Record                      |
| 1993 - 1997 | Cerveza Arequipeña                   |
| 1997 - 2000 | Chuschuco                            |
| 2005 - 2006 | Dunlop                               |
| 2006 - 2007 | El Pollo Real                        |
| 2008 - 2010 | Dunlop                               |
| 2011 - 2012 | Baterías Alfa                        |
| 2013        | Municipalidad Provincial de Arequipa |
| 2022        | América Móvil Claro Famesol          |

## Estadio
El Estadio Mariano Melgar es un estadio de fútbol ubicado en la ciudad de Arequipa, a 2.335 m.s.n.m, en el Departamento de Arequipa es uno de los primeros escenarios deportivos construidos en el sur del Perú. 
Lleva su nombre en homenaje a Mariano Melgar quien fuera Poeta y Revolucionario independentista arequipeño.
Es el escenario principal de FBC Piérola, o obstante en un par de ocasiones ha llegado a usar el Estadio Monumental de la UNSA, en la presentación de su equipo en el 2009, y el Estadio Municipal de Sachaca en el 2011, debido a que la Liga Distrital tuvo que trasladarse ahí luego de que el Estadio Melgar no cumpliera con los requerimientos de seguridad adecuados.
Además este estadio ha sido escenario de diversos torneos internacionales como la Copa Libertadores de América 1982 y 1984; Los Juegos Bolivarianos de 1997 y el Campeonato Sudamericano Sub-17 que se realizó en el año 2001 en Perú.

## Mascota
Tradicionalmente el FBC Piérola ha sido conocido con el apodo de "Las Ardillas", es por ello que la mascota del club es una Ardilla.
Llamado Chapeto, en honor a Víctor "Chapeto" Salas, uno de los primeros ídolos del equipo de La Casa Rosada.

## Barras Organizadas

### La Barra Misia
La Barra Brava del Piérola se le conoce como "La Barra Misia", debido a que, cuando el Piérola tuvo malos manejos dirigenciales y se peleaba el descenso, un grupo de simpatizantes se acercaron con unos gorros pidiendo una colaboración para el club, de ahí su apelativo de "El Equipo Misio". Se le distingue por ser una de las más fieles e incondicionales del sur del Perú. Posee filiales en Lima, Camaná y Tacna.
La barra es originaria de La Casa Rosada, un barrio enorme en el sureste de Arequipa donde habitaban alrededor de 600 familias, con el pasar de los años, la gente que habitaba en esta zona y en los alrededores se fue identificando poco a poco con el FBC Piérola, sin embargo con el pasar de los años, los terremotos fueron destruyéndolo que en su momento fue La Casa Rosada, por esos tiempos en Arequipa, el alcalde de Arequipa Luis Cáceres ordenó construir asentamientos en las afueras de Arequipa para esta gente que había perdido sus hogares (Ciudad Mi Trabajo, Tahuaycani, Ciudad Municipal, Alto San Martín, La Fonda, Bolívar entre otros). Fue entonces cuando esta gente se dispersó por toda Arequipa, no obstante siempre vuelven a juntarse cada domingo en el Estadio de IV Centenario para disfrutar de ver al equipo de sus amores.

### Popularidad
El FBC Piérola es considerado como el "equipo más popular del fútbol arequipeño" debiéndose a diversos motivos, a lo largo de los años Piérola fue un equipo que antes que el resultado siempre le priorizó el Fair Play, convirtiéndose en tradición añeja, pasado el tiempo fue considerado por la afición de toda Arequipa, como uno de los equipos populares que le caen bien a todo el mundo, pasado esto también es muy popular debido a que es uno de "Los 5 grandes de Arequipa" que han logrado estar en la Primera División.

## Rivalidades y Afinidades futbolísticas

### Clásicos de Arequipa
Se denomina «clásico» a todos los enfrentamientos disputados entre los equipos denominados 5 grandes. Sin embargo, con el paso del tiempo algunos de estos han tomado mayor relevancia debido a factores cómo el origen de ambos equipos, su ubicación geográfica, rivalidad entre hinchadas o porque muchas veces estos partidos definían campeonatos, entre otras cosas. No obstante las rivalidades más marcadas de las "ardillas" son el Sportivo Huracán con el cual disputa el llamado "Él Clásico Characato", el Aurora con el que disputa el "Clásico de Antaño", con el White Star con el cual disputa "Clásico del Sureste" y el Melgar: Clásico del Centro de Arequipa".
En las décadas de 1940 y 1950 el principal clásico de Arequipa era entre Piérola y White Star.

### Otras rivalidades
Otras rivalidades pero de menor importancia son: Deportivo Temperley, Independencia, Deportivo Mistiano y Sport Victoria del Huayco.

### Afinidades
Fuera del Perú, es conocida la amistad con los hinchas del Jorge Wilstermann de Bolivia.

## Datos del club
- Fundación: 7 de mayo de 1922
- Lema del Club: ¡Viva el Piérola!...¡y sus mujeres carajo!
- Temporadas en Primera División: 1 (1974)
- Temporadas en Segunda División: Ninguna
- Mayor goleada conseguida:
  - En campeonatos nacionales de local: Piérola 7:0 Yanahuara (14 de abril de 2012).
  - En campeonatos nacionales de visita: Sporting Cristal 2:4 Piérola (1974)
- Mayor goleada recibida: 
  - En campeonatos nacionales de local: Piérola 0:4 Unión Salaverry (2010).
  - En campeonatos nacionales de visita: Unión Minas (Orcopampa) 5:2 Piérola (2009)
- Mejor puesto en la liga: 19.
- Peor puesto en la liga: 19.
- Máximo Goleador: Guillermo Farfán.
- Máximo Ídolo: Eduardo "Ratón" Rodríguez.

## Planteles y Jugadores Históricos

### Planteles Históricos
Entre los planteles históricos del equipo azulgrana, resaltan el equipo campeón de la Liga Sportiva de Arequipa en 1927, que en una espectacular campaña terminó coronándose campeón tras vencer en la final al FBC Aurora por un reñido 3-2.
También destaca el equipo que logró ascender al fútbol profesional en el año 1974.

### Ídolos
Entre toda la afición del FBC Piérola se destaca que el ídolo indiscutido es Eduardo "El Ratón" Rodríguez, delantero goleador y capitán del elenco azulgrana en su ascenso a Primera División, también fue baluarte del Piérola en los amistosos con la Selección de fútbol de Paraguay. 
Como goleador histórico quedó registrado Guillermo Farfán, ingenioso y técnico volante ofensivo de gran remate, quién es el goleador histórico del club.
Pese a que el Piérola ha resaltado por ser semillero de delanteros potentes, habilidosos y de virtudes, también ha logrado sacar bueno guardametas y pruebas de ello es Enrique Chávez, gran portero, campeón de 1927, quién fuera pieza importante, sobre todo en los partidos frente al Tranelec FBC y el FBC Strangers de Sachaca.
Uno de los símbolos del club por su arraigo popular fue Víctor "Chapeto" Salas, quién fuera por mucho uno de los mejores delanteros que haya visto Arequipa junto con el gran Eduardo Rodríguez, Eduardo "Patato" Márquez y Abdón Guillén, se hizo notar particularmente en una tarde cuándo FBC Piérola jugó contra el FBC Melgar en el Estadio de IV Centenario, en la defensa del equipo "dominó" se encontraba el formidable back central: don Hilario Maturana, símbolo del equipo melgariano.
«Yo era delantero del lado de este jugador y cuando lo ví, sentí temor para entrar por su lado, sin embargo; en un momento que yo estuve delante de él, observé que se disponía a despejar, se me ocurrió hacerle una aguantada, y cerre los ojos, puse el pie encima de su empeine y me embroqué sobre él.
Fue tremendo el choque porque me vi volar y al caer unos dos metros lejos, perdí un tanto el conocimiento, pero; también pude ver que don Hilario había caído estirado en el suelo. Me paré como borracho y salí del campo de juego, no quise volver a la cancha por nada del mundo por temor a la venganza. Antes que terminará el partido me fui a mi casa.
Por la noche, alguien me buscaba y cuando supé que era don Hilario Maturana, me entró pánico, era un tipo muy alto y con cara de pocos amigos; sin embargo, salí y cuál no sería mi sorpresa al ver el rostro de don Hilario enteramente risueño.
Chiquillo -me dijo-, he venido a felicitarte, eres un hombrecito muy valiente, eres tú el primer y único jugador que me ha hecho eso, pero no vuelvas a hacer, otro, te hubiera malogrado...»

## Entrenadores
- Roberto “Ponciano” López Dávalos (1974)
- Juvenal Briceño (2016) Campeón Segunda División Distrital de Arequipa
- David Rondón Cáceres (2017)
- Freddy Suáres Peñaloza (2018)
- Ricardo Medina (2019)
- Raúl Obando (2020-1921)
- Carlos Beltrán (2022-2025)
- Johnny Núñez (2025)
- Juvenal Briceño (2025)

## Palmarés

### Torneos regionales
| Competición regional                                     | Títulos | Subcampeonatos                                  |
| -------------------------------------------------------- | --- | ----------------------------------------------- |
| Liga Departamental de Arequipa (2/1)                     | 1973, 1996. | 1982                                            |
| Liga Provincial de Arequipa (2/0)                        | 1982, 1996. |                                                 |
| Liga Distrital del Cercado de Arequipa (19/8)            | 1927, 1932, 1935, 1938, 1939, 1940, 1941, 1942, 1944, 1952, 1953, 1957, 1961, 1963, 1973, 1982, 1996, 2006, 2012. | 1933, 1945, 1949, 1951, 1955, 1956, 1958, 1965. |
| Segunda División Distrital del Cercado de Arequipa (2/0) | 1960, 2016. |                                                 |

### Torneos nacionales amistosos
- Campeón del Torneo de la Association (1): 1926